# Heidenau (Nordheide)
Heidenau ist eine Gemeinde im Landkreis Harburg in Niedersachsen (Deutschland).

## Geografie

### Geografische Lage
Heidenau liegt nordwestlich des Naturparks Lüneburger Heide. Die Gemeinde gehört der Samtgemeinde Tostedt an, die ihren Verwaltungssitz in der Gemeinde Tostedt hat.

### Nachbargemeinden
- Dohren
- Tostedt
- Wistedt
- Stemmen
- Tiste
- Kalbe
- Halvesbostel
- Regesbostel
- Hollenstedt

### Gemeindegliederung
Zur Gemeinde Heidenau gehören die Orte Heidenau, Avensermoor, Birkenbüschen, Everstorfermoor, Hollinde, Kallmoor und Vaerloh.

## Geschichte

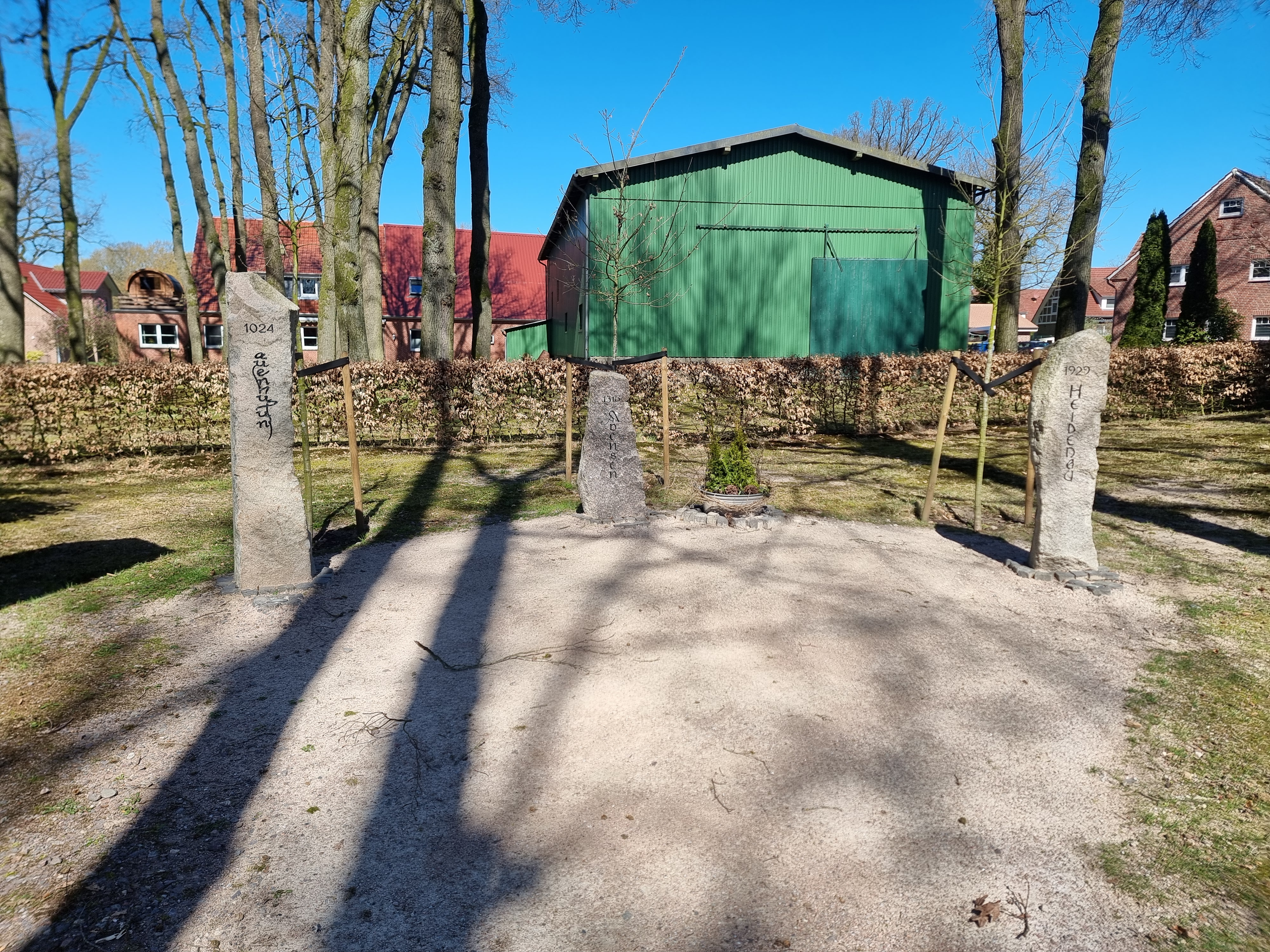

1024 wurde Auenhusun erstmals schriftlich erwähnt. In der Bischofsurkunde zu Verden wurde die Übergabe des zehnten von Diakon Folkhard an den Bischof Wigger dokumentiert.
1316 belegt eine Urkunde des Klosters Buxtehude den Erwerb einer Hofstelle in Avensen durch Bolo von Avensen.
1928 wurden Avensen und Everstorf, auf Beschluss des Staatsministeriums, zur Gemeinde Heidenau vereinigt.

### Auffanglager
Von 1945 bis 1957 befand sich in Heidenau ein Auffanglager für rund 4.000 Displaced Persons (DPs), Überlebende der Konzentrationslager, Zwangsarbeiter und zivile osteuropäische Arbeiter. Auf dem Gemeindefriedhof Heidenau zeugen davon zwei Gräberfelder mit 81 Kriegsopfern des Zweiten Weltkrieges. Zwangsarbeiter und Insassen des UNRRA Displaced Persons – Camp Heidenau, darunter 35 Kinder, vor allem aus der ehemaligen Sowjetunion, hauptsächlich aus der Ukrainischen SSR.

### Stolpersteine
2021 wurden Stolpersteine in Heidenau verlegt als Mahnmal zum Gedenken der Opfern des Nationalsozialismus.

## Politik

### Gemeinderat

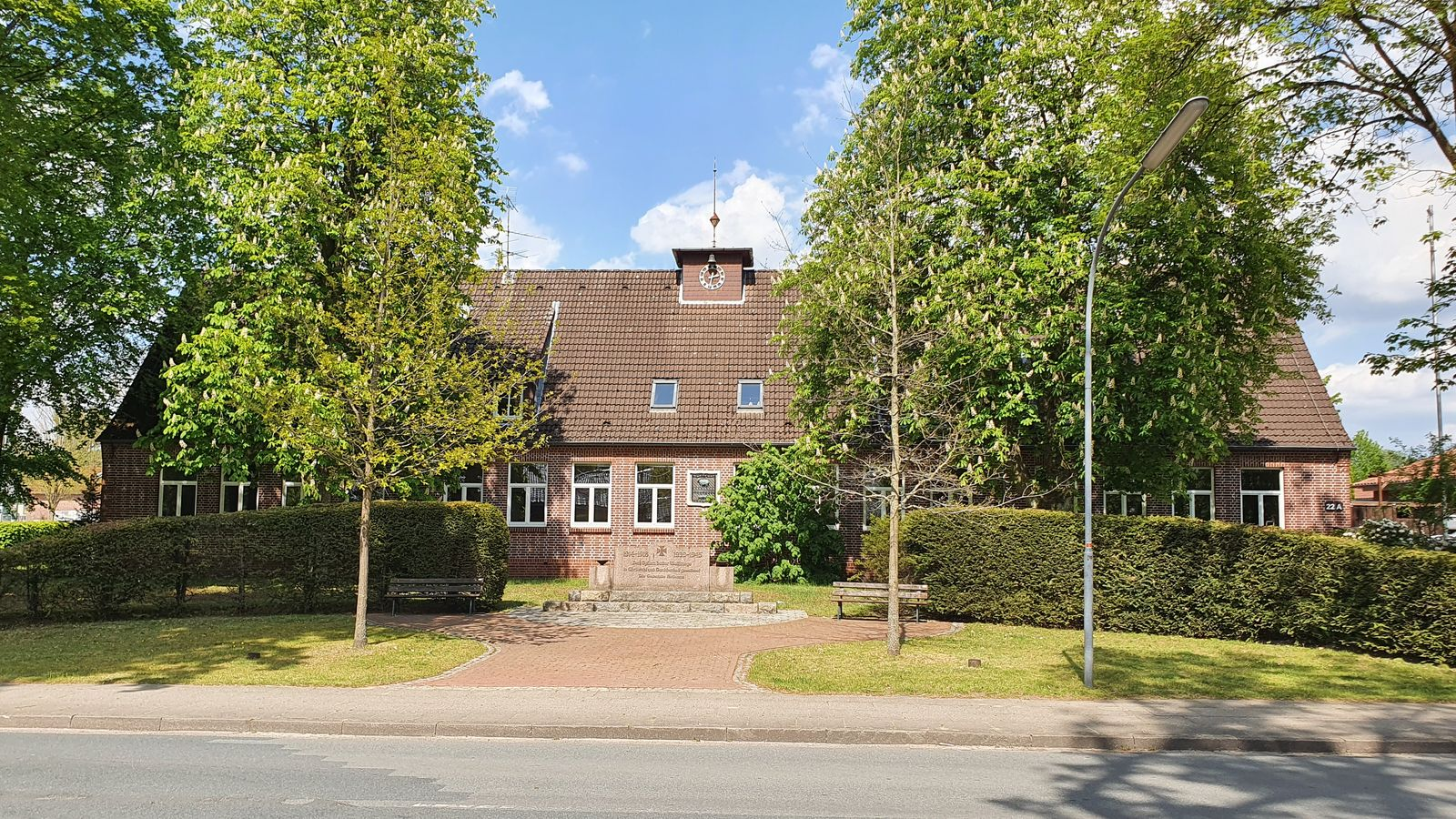
Grundschule und Kriegerdenkmal

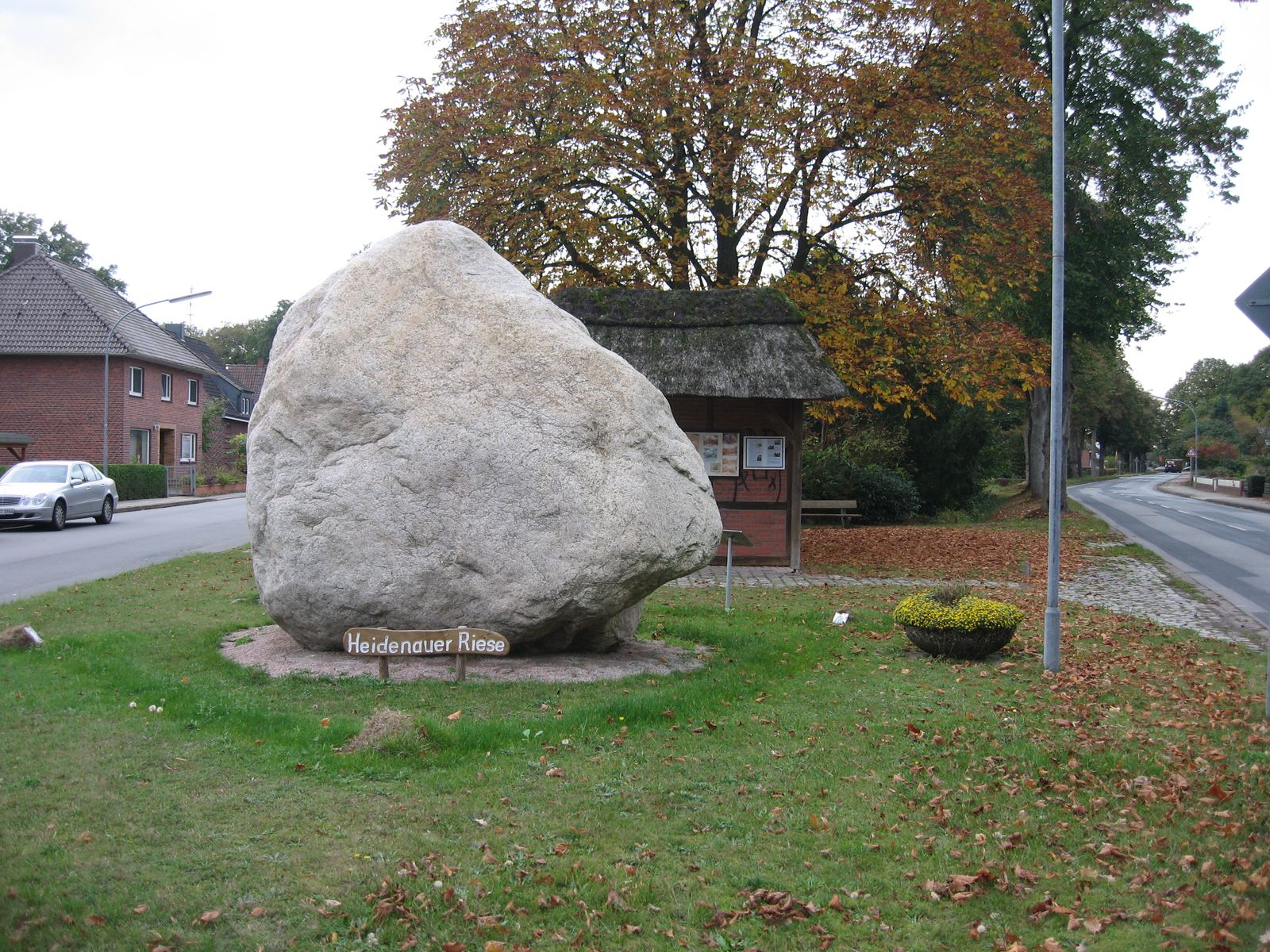
Heidenauer Riese

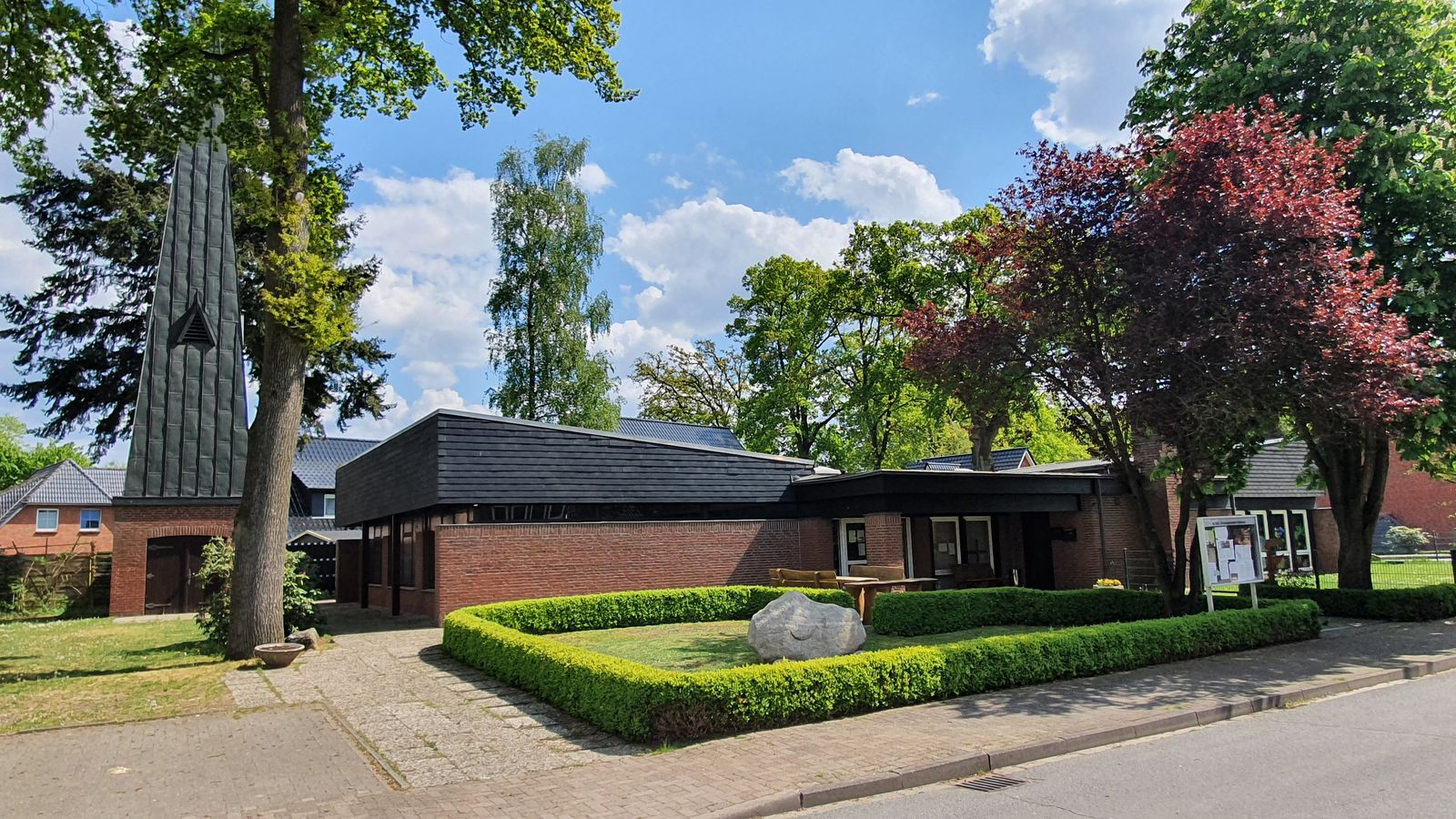
Maria-Magdalena-Kirche Heidenau

Der Rat der Gemeinde Heidenau setzt sich aus 13 Mitgliedern zusammen. Die Ratsmitglieder werden durch eine Kommunalwahl für jeweils fünf Jahre gewählt.
Der Gemeinderat, der am 12. September 2021 gewählt wurde, setzt sich wie folgt zusammen:
- CDU 2 Sitze
- UWG-Heidenau[7] 4 Sitze
- FLH 7 Sitze

(Stand: 14. November 2021)

### Bürgermeister
Der ehrenamtliche Bürgermeister Dierk Beneke wurde am 9. November 2021 gewählt.

### Wappen
Blasonierung: Schild in Rot und Grün, geteilt durch ein silbernes Wellenband. Oben ist eine silberne Heidschnucke abgebildet, unten zwei silberne ineinander gelegte Hände.

### Siegel
|  | 00Gemeindesiegel: „Das Dienstsiegel enthält das Wappen und die Unterschrift ‚Gemeinde Heidenau – Kreis Harburg‘.“ |

## Wirtschaft und Infrastruktur

### Verkehr
- Zur im Norden liegenden Autobahn A 1 sind es ca. 3 km.
- Bahnhof Heidenau (Kr Harburg) an der Bahnstrecke Wilstedt–Tostedt, Personenverkehr ist eingestellt